# Berlinale 2010
La Berlinale 2010 est le 60e festival du film de Berlin, elle s'est déroulée du 11 au 21 février 2010.

## Jury

### Jury international
| Nom                               | Qualité                                                 | Nationalité |
| --------------------------------- | ------------------------------------------------------- | ----------- |
| Werner Herzog (président du jury) | réalisateur, acteur et metteur en scène d'opéra         | Allemagne   |
| Francesca Comencini               | réalisatrice et scénariste                              | Italie      |
| Nuruddin Farah                    | écrivain                                                | Somalie     |
| Cornelia Froboess                 | actrice et ancienne chanteuse à succès pour adolescents | Allemagne   |
| José Maria Morales                | producteur                                              | Espagne     |
| Yu Nan                            | actrice                                                 | Chine       |
| Renée Zellweger                   | actrice                                                 | États-Unis  |

### Jury du meilleur premier film
| Nom                                   | Qualité     | Nationalité |
| ------------------------------------- | ----------- | ----------- |
| Michael Verhoeven (président du jury) | réalisateur | Allemagne   |
| Ben Foster                            | acteur      | États-Unis  |
| Lorna Tee                             | productrice | Malaisie    |

## Sélections

### Compétition
La sélection officielle en compétition se compose de 16 films.
| Date de présentation | Titre                                                                                 | Réalisation                      | Pays                                                |
| -------------------- | ------------------------------------------------------------------------------------- | -------------------------------- | --------------------------------------------------- |
| jeudi 11 février     | Apart Together (Tuán yuán) film d'ouverture                                           | Wang Quan'an                     | Chine                                               |
| vendredi 12 février  | Howl                                                                                  | Rob Epstein, Jeffrey Friedman    | États-Unis                                          |
| vendredi 12 février  | The Ghost Writer                                                                      | Roman Polanski                   | France (avec Allemagne - Royaume-Uni)               |
| samedi 13 février    | Eu când vreau să fluier, fluier                                                       | Florin Șerban                    | Roumanie - Suède                                    |
| samedi 13 février    | Submarino                                                                             | Thomas Vinterberg                | Danemark                                            |
| dimanche 14 février  | A Woman, a Gun and a Noodle Shop (San qiang pai an jing qi)                           | Zhang Yimou                      | Chine - Hong Kong                                   |
| dimanche 14 février  | Greenberg                                                                             | Noah Baumbach                    | États-Unis                                          |
| lundi 15 février     | Le Braqueur, la dernière course (Der Räuber)                                          | Benjamin Heisenberg              | Autriche - Allemagne                                |
| lundi 15 février     | Un chic type (En ganske snill mann)                                                   | Hans Petter Moland               | Norvège                                             |
| lundi 15 février     | Le Soldat dieu (Kyatapirā)                                                            | Kōji Wakamatsu                   | Japon                                               |
| mardi 16 février     | Miel (Bal)                                                                            | Semih Kaplanoğlu                 | Turquie - Allemagne                                 |
| mardi 16 février     | Shekarchi                                                                             | Rafi Pitts                       | Allemagne - Iran                                    |
| mercredi 17 février  | Shahada                                                                               | Burhan Qurbani                   | Allemagne                                           |
| mercredi 17 février  | Comment j'ai passé cet été (Kak ia proviol etim letom)                                | Alekseï Popogrebski              | Russie                                              |
| jeudi 18 février     | Le Choix de Luna (Na putu)                                                            | Jasmila Žbanić                   | Bosnie-Herzégovine - Autriche - Allemagne - Croatie |
| jeudi 18 février     | Goebbels et le Juif Süss : Histoire d'une manipulation (Jud Süß - Film ohne Gewissen) | Oskar Roehler                    | Autriche - Allemagne                                |
| jeudi 18 février     | Puzzle (Rompecabezas)                                                                 | Natalia Smirnoff                 | Argentine - France                                  |
| vendredi 19 février  | En familie                                                                            | Pernille Fischer Christensen     | Danemark                                            |
| vendredi 19 février  | The Killer Inside Me                                                                  | Michael Winterbottom             | États-Unis - Royaume-Uni                            |
| vendredi 19 février  | Mammuth                                                                               | Benoît Delépine, Gustave Kervern | France                                              |

### Hors compétition
6 films sont présentés hors compétition.
| Date de présentation | Titre                                                          | Réalisation       | Pays                     |
| -------------------- | -------------------------------------------------------------- | ----------------- | ------------------------ |
| vendredi 12 février  | My Name Is Khan                                                | Karan Johar       | Inde                     |
| samedi 13 février    | Shutter Island                                                 | Martin Scorsese   | États-Unis               |
| dimanche 14 février  | Faites le mur ! (Exit Through the Gift Shop)                   | Banksy            | Royaume-Uni - États-Unis |
| mercredi 17 février  | Tout va bien ! The Kids Are All Right (The Kids Are All Right) | Lisa Cholodenko   | États-Unis - France      |
| samedi 20 février    | Otōto                                                          | Yōji Yamada       | Japon                    |
| NC                   | La Beauté du geste (Please Give)                               | Nicole Holofcener | États-Unis               |

## Palmarès

### Jury international
| Prix                                                  | Attribué à                      |                                                                          |
| ----------------------------------------------------- | ------------------------------- | ------------------------------------------------------------------------ |
| Ours d'or du meilleur film                            | Miel (Bal)                      | de Semih Kaplanoglu                                                      |
| Ours d'argent (Grand prix du jury)                    | Eu când vreau să fluier, fluier | de Florin Şerban                                                         |
| Ours d'argent du meilleur réalisateur                 | Roman Polanski                  | pour The Ghost Writer                                                    |
| Ours d'argent de la meilleure actrice                 | Shinobu Terajima                | dans Le Soldat dieu de Kōji Wakamatsu                                    |
| Ours d'argent du meilleur acteur                      | Grigori Dobryguine              | dans Comment j'ai passé cet été d'Alekseï Popogrebski                    |
| Ours d'argent du meilleur acteur                      | Sergueï Puskepalis              | dans Comment j'ai passé cet été d'Alekseï Popogrebski                    |
| Ours d'argent du meilleur scénario                    | Wang Quan'an et Na Jin          | pour Apart Together (Tuán yuán) de Wang Quan'an                          |
| Ours d'argent de la meilleure contribution artistique | Pavel Kostomarov                | pour la photographie dans Kak ya provel etim letom d'Alekseï Popogrebski |
| Prix Alfred-Bauer                                     | Eu când vreau să fluier, fluier | de Florin Serban                                                         |

### Prix honorifiques du festival
| Prix                   | Attribué à             |                                                                     |
| ---------------------- | ---------------------- | ------------------------------------------------------------------- |
| Ours d'or d'honneur    | Hanna Schygulla        | Actrice                                                             |
| Ours d'or d'honneur    | Wolfgang Kohlhaase     | Scénariste et réalisateur                                           |
| Caméra de la Berlinale | Yoji Yamada            | Réalisateur                                                         |
| Caméra de la Berlinale | Ulrich et Erika Gregor | Fondateurs de la section Forum international du nouveau cinéma      |
| Caméra de la Berlinale | Fonderie d'art Noack   | Fondeur des Ours depuis la première édition de la Berlinale en 1951 |

### Jury du meilleur premier film
| Prix                          | Attribué à            | Pays  |
| ----------------------------- | --------------------- | ----- |
| Prix du meilleur premier film | Sebbe de Babak Najafi | Suède |